# Kajjansi

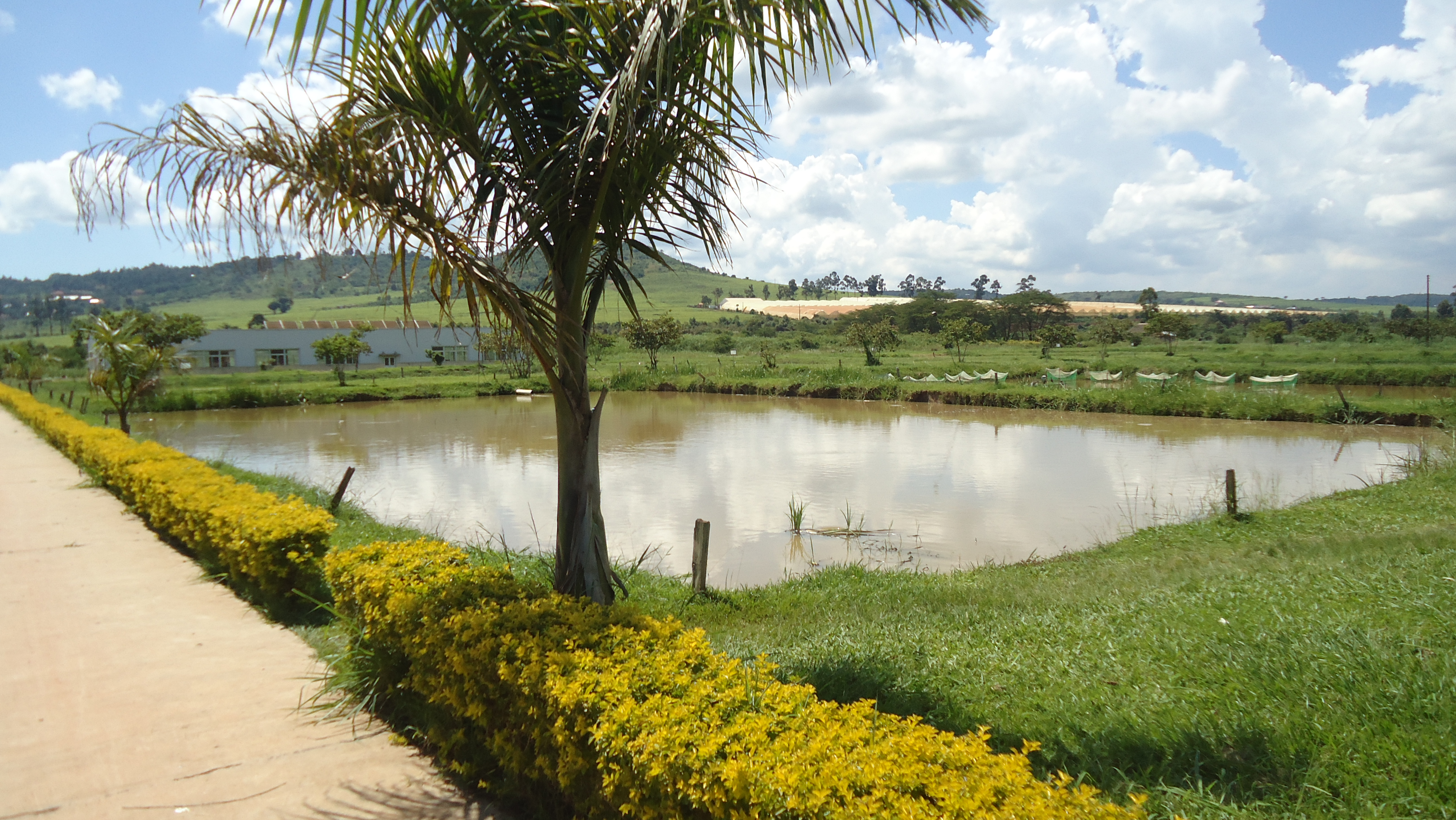
Kajjansi

Kajjansi – miasto w Ugandzie, w dystrykcie Wakiso.